# Old King Cole

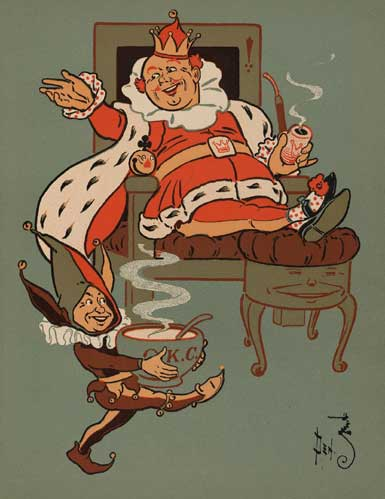
O feliz e velho Rei Cola em desenho de William Wallace Denslow

Velho Rei Cole (em inglês: Old King Cole) é uma popular cantiga de roda em língua inglesa que faz referência a um lendário monarca. A identidade do Rei Cole é fonte de debate e muitos vultos históricos são escolhidos como candidatos a inspiradores das rimas. A cantiga está catalogada no Índice Roud Folk Song com o número 1164.

## Registros
A cantiga foi primeiro registrada por William King em Useful Transactions in Philosophy de 1708-9.

## Origens
Cole ou Coel (pronunciado como "coil" e não "coal" como na rima) é um nome bretão. O nome é referido a notáveis figuras de lendas e histórias da Bretanha durante a Era do Império Romano, mais notadamente a Coel Hen ou Coel o Velho. Existem muitos candidatos a inspiradores da rima folclórica entre os históricos e os míticos Coels, contudo.

### Rei Cola da Bretanha Oriental
Coel Hen, cujo epíteto pode ser traduzido para "O Velho" ou "O ancestral", vem de uma lenda gaulesa sobre o líder de Hen Ogledd ou "Velho Norte", termo bretão para a região do sudeste da Escócia e Nordeste da Inglaterra durante ou após o período da retirada romana. "A tradição ancestral é a de que Coel dominava todo o norte e sul da Muralha de Adriano, território que o Notitia governava para o dux [líder militar romano]; mas que gerações mais tarde fatiaram em um grande número de reinos independentes. Isso sugere que... ele foi o último governante romano, que transformou seu governo num reino." A ele é atribuida a fundação de numerosas linhas dinásticas do Norte e é respeitado como uma figura ancestral, sugerido que o território que controlava fosse bem extenso. Escritores mais recentes como Henry de Huntington e Geoffrey de Monmouth associaram Coel com o pai de Santa Helena de Constantinopla, a mãe de Constantino, o Grande. A obra Historia Regum Britanniae de Geoffrey expande a lenda de Coel, adicionando material sobre suas leis como Rei dos Bretões e suas relações com os antigos romanos.

### Thomas Cole-brook
No século XIX William Chappell, um perito em música folclórica, chamou a atenção para a possibilidade de "Old King Cole" da cantiga de roda ser na verdade o "Velho Cole", apelido de Thomas Cole-brook, um mercador de tecidos do século XII que vivia em Reading, Berkshire, cuja história fora recontada por Thomas Deloney em seu livro The Pleasant History of Thomas of Reading (por volta de 1598) e que se tornou melhor conhecido como personagem de peças teatrais do início do século XVII.

## Interpretações
"Pipe" pode se referir a uma flauta ou gaita de fole como usualmente se traduz, pois na rima "there's none so rare, As can compare With King Cole and his fiddlers three" há a sugestão de que o Rei Cole e seus menestreis tocavam canções juntos como um grupo. A palavra ceol significa na verdade música em inglês gaélico e isso pode ser a origem da palavra na rima.
Uma versão dessa cadência pode ser ouvida no álbum de 1960 Belafonte Returns to Carnegie Hall de Harry Belafonte. Também está numa gravação de 1929 chamada "Sound Off!", canções militares de Yankee Doodle até Parley Voo  de Edward Arthur Dolph.

## Outras referências
- Huntingdon, Henry of (c.1129), Historia Anglorum.
- Kightley, C (1986), Folk Heroes of Britain. Thames & Hudson.
- Monmouth, Geoffrey of (1136). History of the Kings of Britain.
- Morris, John. The Age of Arthur: A History of the British Isles from 350 to 650. New York: Charles Scribner's Sons, 1973. ISBN 684-13313-X
- Opie, I & P (1951), The Oxford Dictionary of Nursery Rhymes. Oxford University Press.
- Skene, WF (1868), The Four Ancient Books of Wales. Edmonston & Douglas.